# Kumeshi Sichala
Kumeshi Sichala Deressa (* 1995) ist eine äthiopische Marathonläuferin.
2014 wurde sie Dritte bei der Stramilano und Zweite beim Karlsbad-Halbmarathon.
Einem zweiten Platz beim Mumbai-Marathon folgte 2016 ein Sieg beim Orlen Warsaw Marathon.

## Persönliche Bestzeiten
- Halbmarathon: 1:10:56 h, 24. Mai 2014, Karlsbad
- Marathon: 2:26:01 h, 6. Oktober 2019, Košice